# 賽特邁自動步槍
賽特邁自動步槍是由西班牙特種材料技術研究中心（Centro de Estudios Técnicos de Materiales Especiales，簡稱：CETME）於1950年改良由路德維希·福爾格里姆勒研製的滾輪延遲反沖式閉鎖槍機開發出來的一系列武器，該槍在不久成為了西班牙軍隊的制式步槍。

## 歷史
第二次世界大战末期，德國毛瑟公司設計了一款以滾輪延遲反沖式原理運作的突擊步槍Gerät 06(H)，他們在1944年獲得了來自陸軍統帥部的30把樣槍訂單，該槍被德軍正式命名為StG45。不過才快要完成零件生產，二戰的歐洲戰線便結束了。作為戰敗國主要武器供應商之一的毛瑟公司受到了同盟國的清算，一些員工更被拘留於荷蘭，並被英國人命令完成製造一小批StG45供同盟國作研究之用。
由於二戰後頭幾年西德不被允許進行武器研發，滾輪延遲反沖式閉鎖槍機的發明者路德維希·福爾格里姆勒以及一群曾參與StG45設計的工程師先被帶往法國進行研發，在1950年又被帶到了西班牙的特種材料技術研究中心，參與一個研發新型槍械的專家小組。剛開始時西班牙方面並不信任他，不過在他的才能顯露出來之後很快就改變態度，並批准了由他所負責的新槍研發專案，新槍很快地被製造出來，並取名為“賽特邁步槍”（CETME，即“賽特邁”，這是西班牙特種材料技術研究中心的縮寫），並試驗了多種口徑與StG45相同的彈藥，包括：7.92×33毫米短彈、具有創新設計的7.92×41毫米賽特邁M53步槍彈（有時稱為7.92×40毫米），最終採用7.92×40毫米縮小後的7.62×40毫米賽特邁M53彈。當中的7.92×40毫米子彈具有較修長、比較符合空氣力學形狀的彈體，在較低的後座力下可增加射程以及遠距離的殺傷力。同時7.92×40毫米有著較大的彈體，其主要材質為較輕的鋁金屬，並在中央周圍運用了一圈密度較高的銅金屬材質，在增加彈頭配重的同時，透過將較重材質分布在彈體周圍增加彈體在空中選轉時的離心力提供更高的飛行穩定度。最後，研發人員決定採用將彈體等比例縮小而成7.62×40毫米賽特邁M53彈。
然而受制於美國的壓力，北約在1954年正式選定7.62×51毫米子彈為制式彈藥，故賽特邁只好放棄其研發的彈藥，將口徑改膛為7.62×51毫米。研發人員並開發了外觀與NATO彈藥相同，但火藥量較少的7.62×51毫米賽特邁彈，西班牙在1958年正式採用7.62×51毫米賽特邁口徑的賽特邁步槍B型（Model B），西班牙陸軍和空海軍分別在1964年和1974年相繼改用發射7.62×51毫米NATO彈的C型（Model C）。
1956年，原本西德打算採用FN FAL作為制式步槍，但比利時當局恐怕納粹德國在二戰期間為歐洲所帶來的浩劫會再度重演，故不願意出售相關設計讓西德可以自主生產並裝備聯邦國防軍（Bundeswehr）。西德只好放棄原本的計畫重新進行招標測試，並對賽特邁步槍展示出興趣。西班牙提供了400把7.62×51毫米NATO口徑的樣槍供西德測試。這些測試用步槍在測試過程中由黑克勒-科赫公司根據需求逐步修改，最後在1959年獲聯邦國防軍正式採納。原本西班牙也和比利時相同，不願向西德出售武器設計圖，但西德卻找上具有賽特邁步槍海外（西班牙外）銷售權的荷蘭武器及彈藥工廠（NWM），向其簽訂購買空軍20毫米彈藥的合同作為交換，獲得了賽特邁步槍的設計圖，這些設計圖被交到西德的黑克勒-科赫公司手上，於是路德維希·福爾格里姆勒亦隨著賽特邁步槍回到了西德。黑克勒-科赫根據測試部隊的意見將賽特邁步槍進行改進，改進後的步槍成為黑克勒-科赫G3自動步槍。
因採用了滾輪延遲反衝式結構，賽特邁和HK G3一樣有著很高的精度，缺点是射速較低和全自動射擊時的後座力大。经过半个世纪，賽特邁的衍生型G3成为了最普遍的戰鬥步枪之一，数量和FN FAL自動步槍相差无几。

## 衍生型

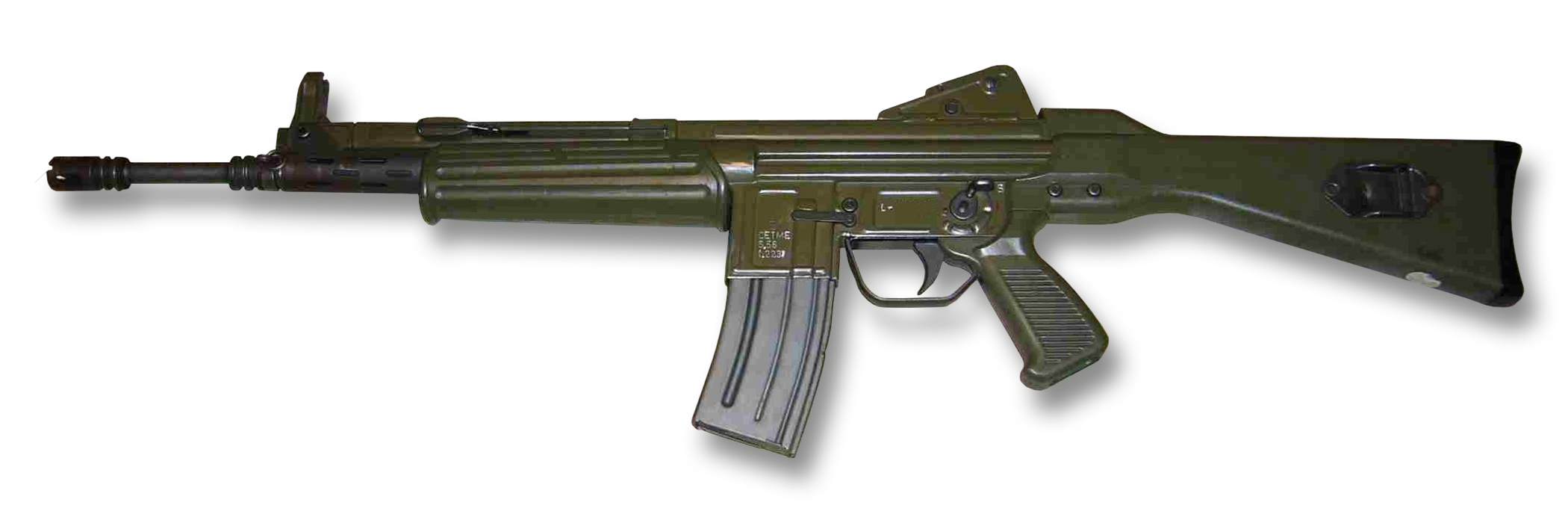
L型賽特邁自動步槍

### A型/A1型
原型槍。

### B型
正式投產的型號，使用鋼製護木並發射7.62毫米賽特邁彈，這種彈藥有著比起7.62毫米NATO彈更輕的彈頭。該型號的零件能夠與後來的C型通用。

### C型
輕量化後的版本。彈藥改為7.62×51毫米NATO，1964年獲西班牙陸軍採用以替代B型，1974年又獲海軍以及空軍採用。該槍與B型幾乎相同，唯一的差異是前者的部分零件被改良至適應火藥量和後座力較高的NATO彈。

### E型
改用塑料及鋁製護木、握把及槍托的版本，但基於可靠性問題，很快就停產。

### L型及LC型
發射5.56×45毫米NATO小口徑槍彈的改型。在1984年獲西班牙陸軍採用為制式步槍，取代了C型。該槍最終在1999年被HK G36E所取代。

### AMELI
發射5.56×45毫米北NATO小口徑槍彈的輕機槍型。

## 使用國

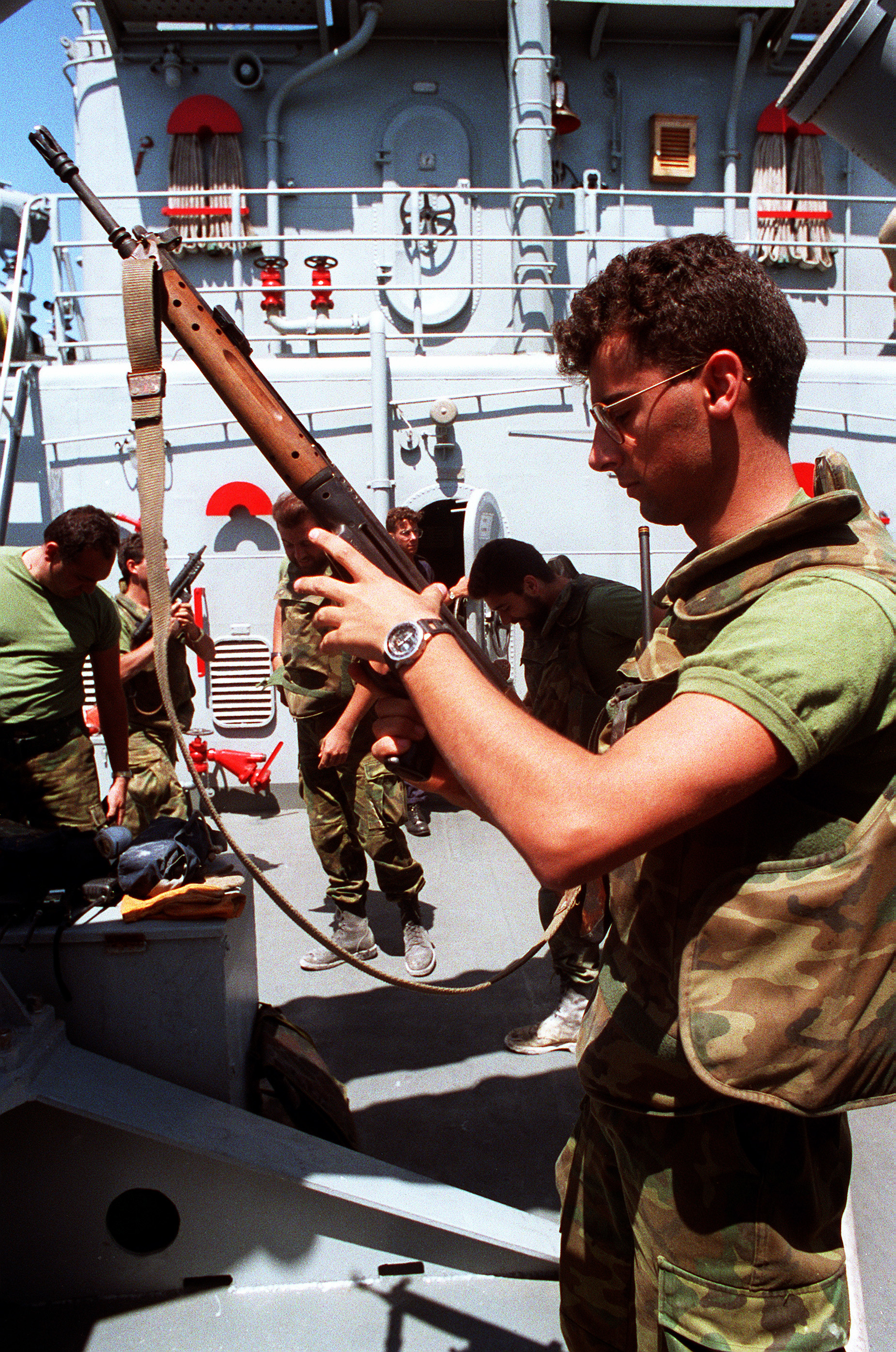
西班牙海軍與CETME C型步槍

- 丹麦
- 挪威
- 巴基斯坦
- 葡萄牙
- 沙烏地阿拉伯
- 西班牙
- 瑞典